# Dínamo Discos
Dínamo Discos foi uma editora independente portuguesa fundada em Lisboa, em 1995, por Manuel Faria, e extinta em 1996. Conseguiu alguma notoriedade no panorama musical, apesar da sua curta atividade comercial.
A editora era subsidiária da multinacional BMG e apostou numa eclética sonoridade como o pop rock, death metal, hip hop e a música popular. 
Do catálogo da Dínamo Discos fazem parte o hip-hop com o primeiro álbum de estúdio dos Da Weasel, o metal com o disco "Eye M God" dos Sacred Sin e ainda cantares populares açorianos com os Belaurora e Grupo Coral Das Lajes Do Pico. Contudo, o maior sucesso da editora aconteceu com a edição da compilação Espanta Espíritos (1995), que reúne vários artistas portugueses com canções alusivas ao Natal.

## História
Manuel Faria já era um músico e produtor com vasta experiência no panorama musical português. Foi após a passagem pela banda Trovante, na qual desempenhou as funções de teclista e compositor, entre 1976 e 1992, que o músico passou a concentrar a sua atividade maioritariamente em trabalho de estúdio. Na BMG planeou e coproduziu o mega projeto Filhos da Madrugada cantam José Afonso (1994), compilação de tributo a José Afonso, que reúne vinte bandas portuguesas nas variantes do pop rock, punk e música popular. O trabalho, de grande importância cultural, fora extremamente bem sucedido, tornando-se imediatamente um enorme sucesso comercial e crítico, recebendo a certificação de disco de platina no próprio dia do lançamento. Motivado pelo sucesso, Manuel Faria fundou em 1995 a editora independente Dínamo Discos para assim poder potenciar os seus vários projetos musicais.
Resolveu então apostar na concretização de uma compilação alusiva ao Natal como um dos primeiros discos da editora. Lançou o convite a amigos e a alguns dos artistas mais mediáticos na época para que criassem canções inéditas relacionadas com o Natal e propondo alguns duetos entre artistas de diferentes sensibilidades musicais, caso de António Manuel Ribeiro com Miguel Ângelo, Sérgio Godinho com Pacman ou Tim com Andreia Criner. A compilação temática Espanta Espíritos (1995), teve boa aceitação da crítica e funcionou como uma agradável radiografia do pop rock português dos meados da década de noventa. Foi considerado pela equipa da revista Time Out Lisboa, em 2012, um dos vinte melhores discos de Natal de todos os tempos editados em Portugal. Seguiram-se outras edições de relativo sucesso, como o álbum de estreia dos Da Weasel Dou-lhe com a Alma, ou o terceiro trabalho dos Sacred Sin intitulado Eye M God (1995). A editora ainda experimentou a música popular e canto tradicional do arquipélago dos Açores com os álbuns Entre Cantos e Marés (1996), do Grupo de Cantares Belaurora, e Música Popular Açoriana (1996) do Grupo Coral das Lajes do Pico.
Em 1996, Manuel faria dava por encerrada a atividade da editora. Aproveitando a experiência profissional adquirida na especialidade de música e som para marketing, criou nesse ano a empresa produtora de som Índigo, que ganhou grande notoriedade na produção de jingles publicitários e na criação de marcas sonoras. Até 2015, a Índigo recebeu por treze anos anos consecutivos o troféu "Melhor Produtora de Som", nos prémios M&P, e ainda vários galardões pelo seu trabalho, incluindo dois Leões de Ouro no Festival de Cannes.